# Heby tegelbruksmuseum

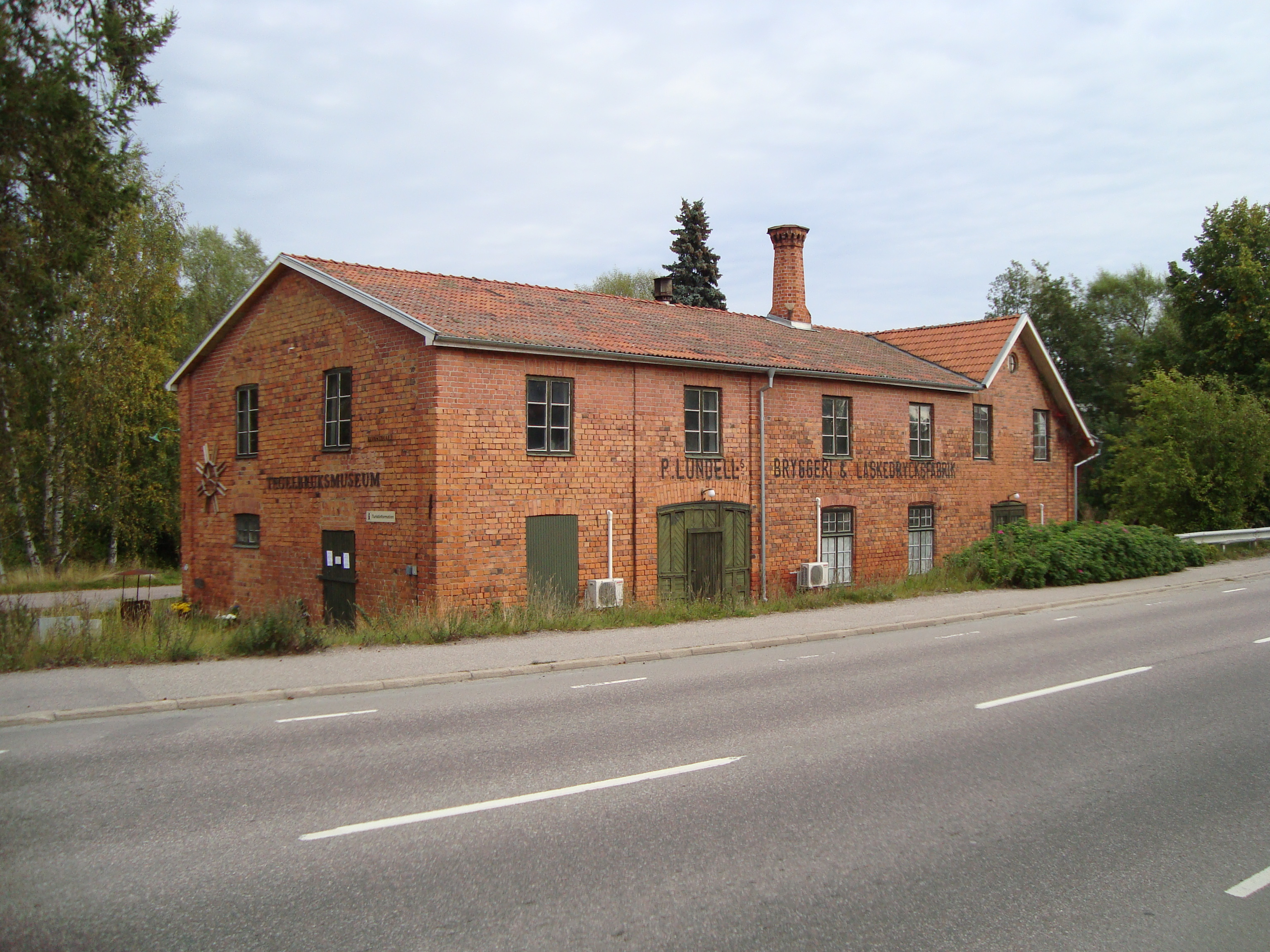
Gamla bryggeriet i Heby, numera tegelbruksmuseum

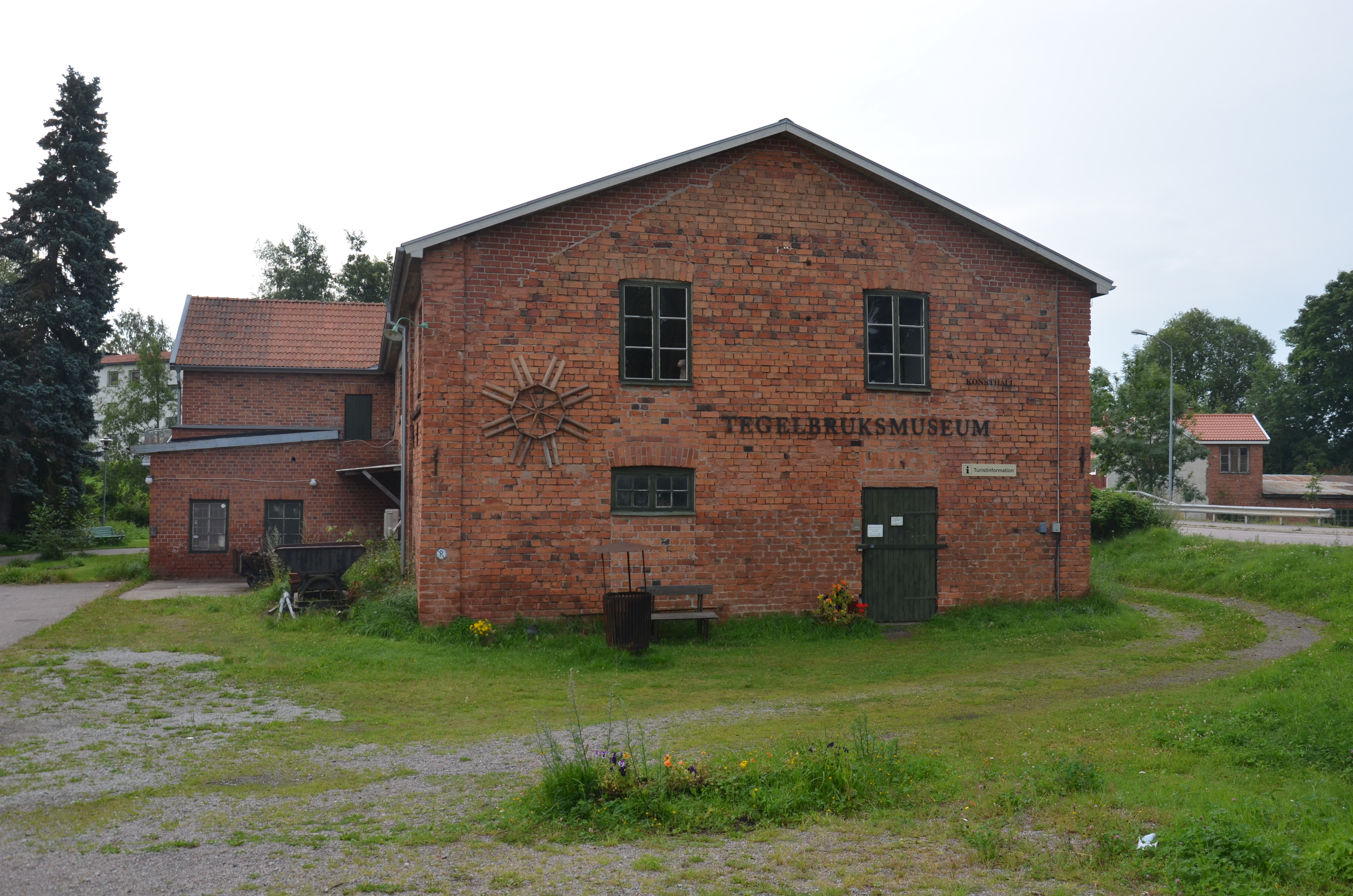
Heby tegelbruksmuseum

Heby tegelbruksmuseum är ett arbetslivsmuseum i Uppland.
Tegelindustrin i nuvarande Heby kommun växte från ett fåtal små bruk med tre-fyra anställda 1870 till som mest tolv tegelbruk. Från 1950-talet skedde en nedgång och 1980 lade Olsson & Rosenlund ned sitt tegelbruk i Heby, det sista i kommunen utöver Vittinge tegelbruk. 
År 1989 bildades en intresseförening för att få till stånd ett tegelbrukmuseum med författaren Hans Möller som initiativtagare. Museet invigdes i det gamla stationshuset 1995 och i maj 2007 återinvigdes museet i P. Lundell Bryggeri & Läskedrycksfabriks tidigare industrifastighet i Heby. Bryggeriet är byggt av handslaget tegel från Juhlins tegelbruk i Heby, nedlagt 1900.
Museet har en basutställning med pressar, verktyg, redskap och tegel, samt foton från tegelbruken. Museets övervåning inrymmer ett konstgalleri med en permanent utställning av målningar och skulpturer av Å C Danell och Sonja Petterson.
Vid museet börjar skulpturstråket Tant Fridas stig utmed Örsundaån.
Tidskriften Tara har rankat tegelbruksmuseet som ett av de mest sevärda arbetslivsmuseerna i landet.